# お富さん
「お富さん」（おとみさん）は、1954年8月に発売された春日八郎の歌謡曲である。

## 解説
作詞を山崎正、作曲を渡久地政信が担当し、当初キングレコードのスター歌手であった岡晴夫が歌う予定だったが、岡がキングレコードを辞めてフリー宣言したため、急遽若手の春日に歌わせたところ、リリースから4か月で40万枚、最終的に125万枚を売り上げるセールスとなり、春日の出世作となった。
「お富さん」は当時宴会で歌われていた猥褻なお座敷ソングに代わる、軽い調子で替え歌のしやすいものを狙って作曲した、と渡久地は述べている。沖縄出身で奄美大島育ちの渡久地は、四分の四拍子のリズムのなかに八分の六拍子をアクセントとして加えたブギウギのリズムを基に、手拍子や軽快なヨナ抜き音階など沖縄音楽・カチャーシーの要素と、チンドン屋のリズムの影響を受けた奄美新民謡の要素を織り込みながら曲を書いた。
作詞の山崎はキングレコードからの復古調のものをという要求に応じて、戦前・戦中の諸芸能の世界では定番だった歌舞伎の『与話情浮名横櫛』（通称：切られ与三郎）からセリフを大量に取り入れている。山崎は特に歌舞伎に通じていた訳でもなく、作曲した渡久地に至っては「カブキは嫌いで、見た事もない」と述べている。「粋な黒塀」「見越の松」「他人の花」といった仇っぽい名詞句を何も知らない子供までもが盛んに歌ったが、そのアウトロー的な歌詞は教育上の社会問題となり、NHKが子供が「お富さん」を歌う事の是非を問う討論番組を組むほどだった。冒頭部の「粋な黒塀」は、山崎が若年期に住んでいた高崎市の花街・柳川町の風景から着想を得たものである。その縁から、1954年には柳川町にあった映画館・高崎電気館で春日八郎の歌謡ショーが開催された。
この曲のヒットに便乗しようとビクターレコードは後に『青砥稿花紅彩画』（通称：白浪五人男）を題材にした「弁天小僧」（歌：三浦洸一）という歌をリリースしヒットさせた。
1984年には作詞：伊藤アキラ、作曲：森田公一で続編となる「その後のお富さん」が春日の歌唱で発売されたが、同曲は歌舞伎の要素は一切廃され、お富と与三郎のその後を描いた、すすき野・八代・輪島・横浜のご当地ソングとなっている。
元号が昭和から平成に替わった1989年の大晦日、『第40回NHK紅白歌合戦・第一部（昭和の紅白）』で同曲を歌唱したが、これが春日の生涯最後の紅白歌合戦出演となった。1991年10月、春日が67歳で亡くなった時の葬儀では、参列者全員でこの「お富さん」を合唱した。この葬儀には竹下登元総理も参列していた。

## カバー
1970年に青江三奈によってカバーされ、翌1971年には都はるみが「はるみのお富さん」としてカバーした。青江の「お富さん」が都会的なブルース艶歌としてアレンジされたのに対し、「はるみのお富さん」は同じ艶歌ながらチンドン風のアレンジである。
1970年代のディスコブームの折、たまたま来日していたメンフィスのファンクグループ、エボニー・ウェッブに、ディスコ風のアレンジをした「お富さん」を歌ってもらい、1978年11月末に「ディスコお富さん」として発売されてリバイバルヒットした。同曲は関西から全国へと人気が拡大し、1979年1月時点で25万枚を売り上げた。主な購買層はリアルタイムで「お富さん」を知らない10代から20代であったという。作曲の渡久地政信は「こんな再生の仕方もあるんだね」と感心していた。このヒットを受け、その後に「花笠音頭」を歌ってもらったがこちらはヒットせず、エボニー・ウェッブは翌年に帰国した。2000年代以降にディスコ歌謡の名盤として再評価されている。
その後1990年代に入り、沖縄民謡の唄者・平安隆（『かりゆしの月』に収録）やチンドン楽団のソウル・フラワー・モノノケ・サミット（『デラシネ・チンドン』に収録）がカバーしている。福田こうへいは2017年発売のカバーアルバム『魂（こころ） 昭和の歌人たちを追いかけて…』でカバーした。
春日八郎の大ファンである「こちら葛飾区亀有公園前派出所」の主人公、両津勘吉は作中でこの歌を何回も歌っている。